# Tvrdost kovů
Tvrdost kovů je mechanická vlastnost materiálu, vyjadřující odpor proti vnikání (zkušebního) tělesa do povrchu. Měří se přístroji zvanými tvrdoměry. Tvrdost je uváděna buď bez jednotek např. v případě zkušebních metod podle Brinella, Rockwella nebo Vickerse, kdy se hodnoty tvrdosti určují jako podíl síly a skutečné plochy vtisku, nebo mají jednotku MPa, pokud se hodnota tvrdosti určuje z podílu síly a projekce plochy vtisku (tvrdost pak odpovídá střední hodnotě tzv. kontaktního napětí).
Zkoušky tvrdosti se rozdělují na zkoušky vrypové, vnikací a odrazové.
Nejpoužívanější zkušební metody jsou vnikací:
- Brinell – vtlačování kuliček o různém průměru předepsanou silou do povrchu. Měří se průměr vtisku. Značí se HB, např. HB 10/3000 odpovídá zkoušce kalenou kuličkou průměru 10 mm vtlačovanou do povrchu silou 3000 kp (29 420 N).
V Československu proto bylo na podobném principu zkonstruováno Poldi kladívko pro porovnávací dynamickou zkoušku.
- Vickers – vtlačování diamantového jehlanu s vrcholovým úhlem 136° předepsanou silou, měří se velikost úhlopříčky. Značí se HV, např. HV30 odpovídá zkoušce se zatížením silou 30 kp.
- Rockwell – vtlačování diamantového kužele s vrcholovým úhlem 120° (HRA, HRC) nebo kuličky o průměru 1/16" (HRB) předepsanou silou do povrchu. Měří se trvalá hloubka vtisku. Tato zkouška je oblíbená v průmyslu, neboť se hodnota tvrdosti odečítá přímo na stupnici a není třeba měřit velikost vtisku pomocí mikroskopu.

Metody zkoušení tvrdosti jsou normalizovány (ČSN, EN, ISO, ASTM, JIS a pod.).

## Naměřené hodnoty
Hodnoty tvrdosti naměřené různými metodami lze mezi sebou porovnávat a převádět pomocí převodních tabulek nebo empirických vztahů pro konkrétní kovy. U žíhaných a zušlechtěných ocelí se obvykle udává požadovaná pevnost. Tuto pevnost je třeba po příslušném tepelném zpracování zkontrolovat, což se provádí zkouškou tvrdosti (obvykle dle Rockwella) a přepočtem dle tabulek na pevnost v MPa. Nejpřesnější by bylo měřit tvrdost pro tento účel metodou dle Vickerse, protože naměřené hodnoty jsou prakticky přímo úměrné hodnotě pevnosti. Toto se však nepraktikuje, neboť povrch materiálu pro měření dle Vickerse musí být velmi hladce očištěn, nejlépe vyleštěn.

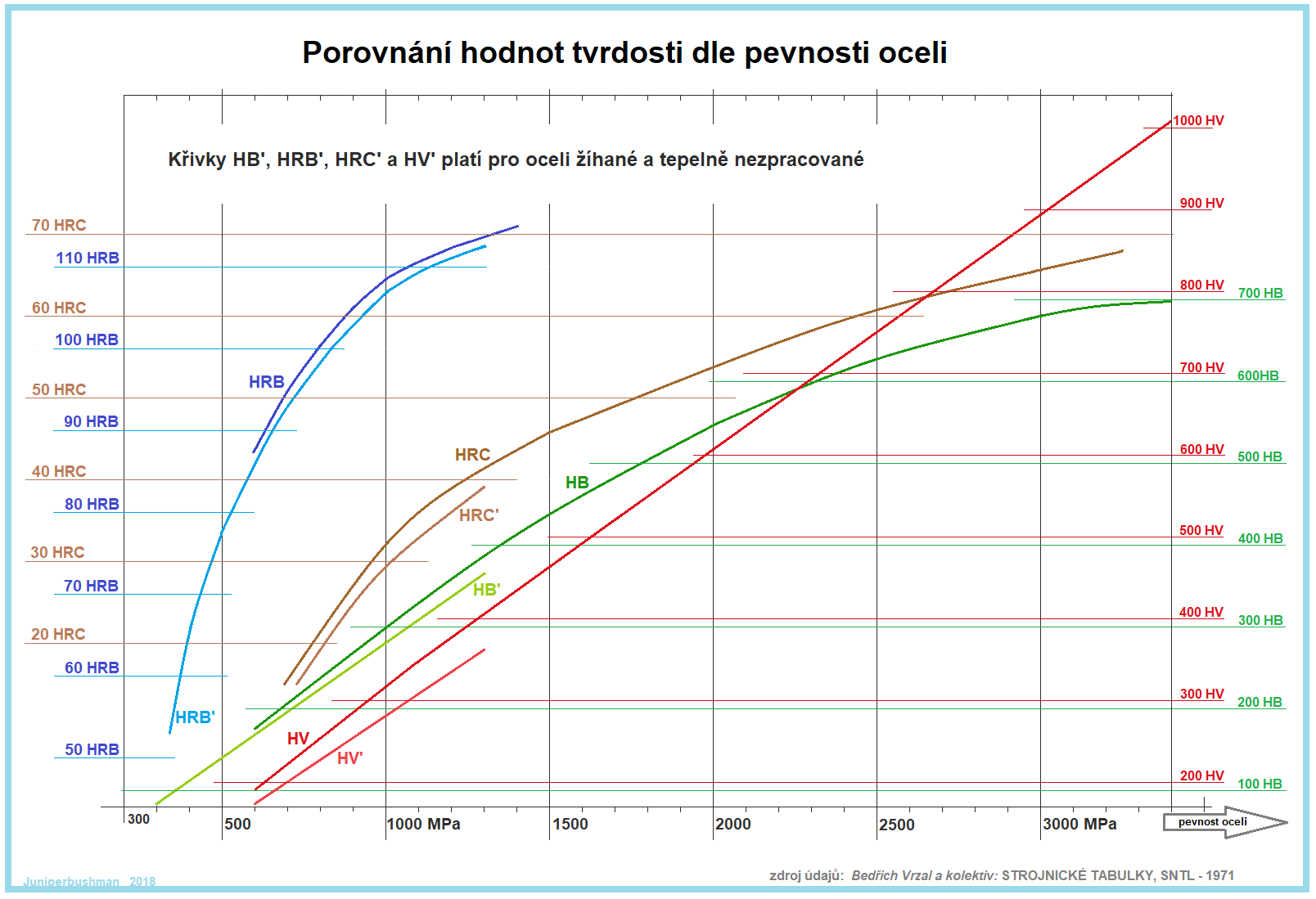
Porovnání hodnot tvrdosti oceli podle pevnosti